# Ben Bartlett

Benjamin Bartlett, más conocido como Ben Bartlett, es un compositor de bandas sonoras. Se le conoce sobre todo por haber sido el creador de las bandas sonoras de una serie de conocidos documentales sobre fauna prehistórica de la cadena de radio y televisión BBC, principalmente Walking with Dinosaurs (1999), Walking with Beasts (2001), Chased by Dinosaurs (2002) y Walking with Monsters (2005). Las bandas sonoras de las dos primeras series (Walking with Dinosaurs y Walking with Beasts) son las únicas que hasta ahora han sido comercializadas separadamente.

## Recompensas
- En la entrega de premios del año 2000 de los Premios BAFTA, Bartlett ganó un BAFTA a la mejor banda sonora por la partitura de la serie televisiva Walking with Dinosaurs (1999).[1]